# 티알엔 (기업)
주식회사 티알엔은 홈쇼핑 및 모바일(온라인)을 통한 상품을 판매하는 회사이다.

## 컨텐츠

### 홈쇼핑 사업부
- 쇼핑엔티

## 웹사이트
- 티알엔
- 쇼핑엔티